# Bleptina ceruleosparsa
Bleptina ceruleosparsa är en fjärilsart som beskrevs av George Francis Hampson. Bleptina ceruleosparsa ingår i släktet Bleptina och familjen nattflyn. Inga underarter finns listade i Catalogue of Life.